# Kunoy
Kunoy (dánul: Kunø) egy sziget Feröer északkeleti részén, Kalsoy és Borðoy között.

## Földrajz

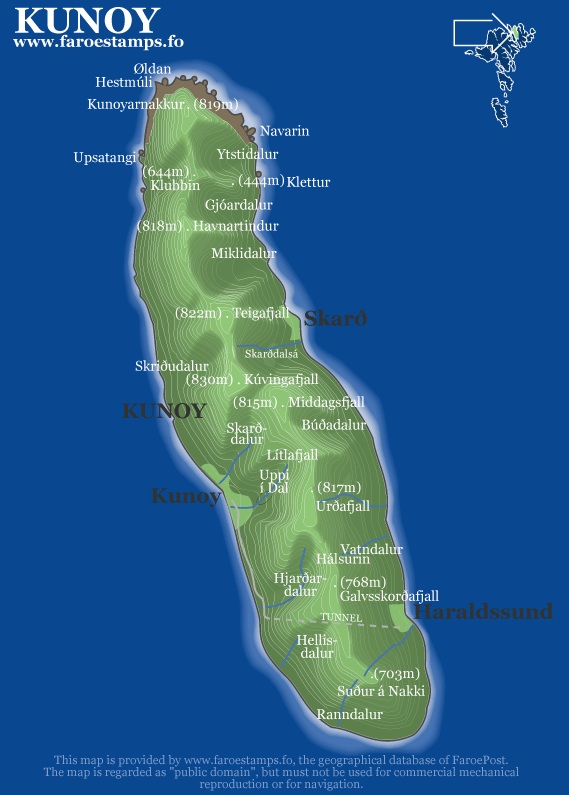
Kunoy térképe

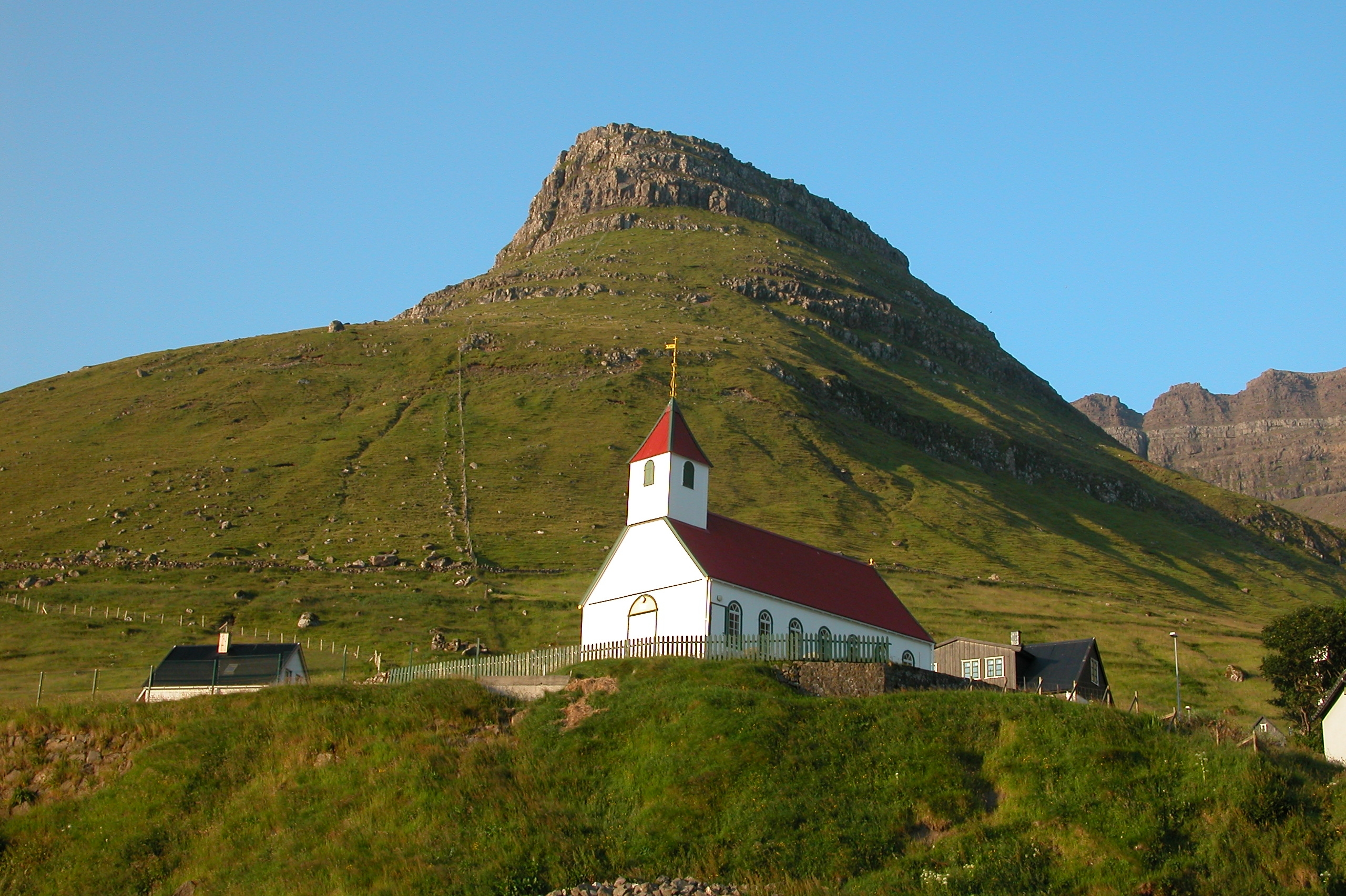
Kunoy temploma

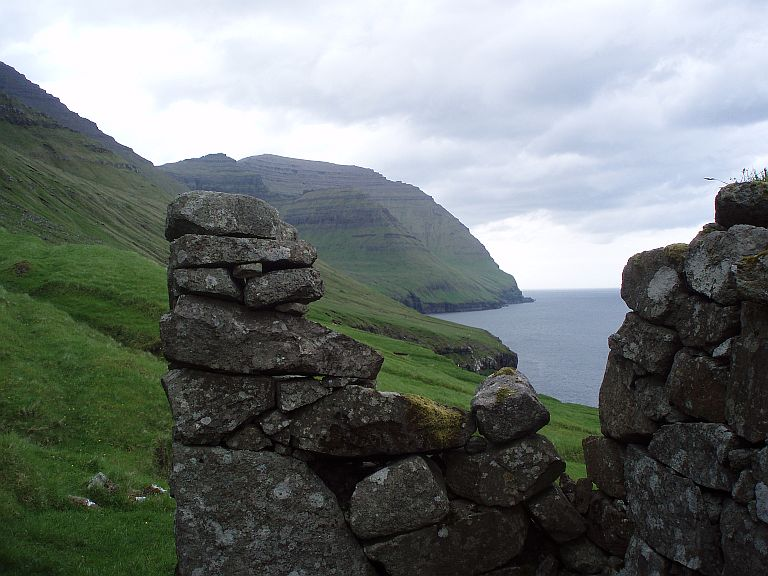
Skarð romjai

Kunoy a Norðoyar régióhoz tartozik. A szigetet gyakorlatilag egyetlen hegyvonulat alkotja, melynek gerince 700–830 m magasságban húzódik. Itt található Feröer negyedik és ötödik legmagasabb pontja, a Kúvingafjall (830 m) és a Teigafjall (825 m), de a tíz legmagasabb csúcs közül hat itt emelkedik, így nem csoda, hogy a sziget átlagos tengerszint feletti magassága a legnagyobb Feröer szigetei között. A legészakibb csúcs, a Kunoyarnakkur 819 méter magas, és szinte függőlegesen szakad a tengerbe, ezzel nem csak Feröer legmagasabb tengeri sziklafala, de világviszonylatban is magasnak számít.

### Élővilág
A sziget északi csúcsának madárvilága nemzetközi jelentőségű. Évente mintegy 20 000 pár tengeri madár költ ezen a területen. A legjelentősebb fajok az európai viharfecske (250 pár) és a fekete lumma (200 pár).
A szigeten jelen lévő vándorpatkány-állomány veszélyt jelent a fészkelő madarakra.

## Népesség
Két település található a szigeten: Kunoy a nyugati parton, és Haraldssund a délkeleti parton.
Korábban volt egy harmadik település is, Skarð, azonban 1913 karácsonyán egy balesetben mind a hét felnőtt férfi meghalt, aki a településen élt. A nők ezután elköltöztek Haraldssundba, így az egykori falu területe most lakatlan.
| Év              | Lakosság |
| --------------- | -------- |
| 1986. január 1. | 97       |
| 1991. január 1. | 115      |
| 1996. január 1. | 126      |
| 2001. január 1. | 141      |
| 2006. január 1. | 145      |

## Közlekedés
A két település között a Kunoyartunnilin alagút teremt kapcsolatot, a szigetet egy töltésen vezető út köti össze a szomszédos Borðoy szigetén fekvő Klaksvíkkal. Mindkét útvonalat az 1980-as évek végén építették ki. Ekkor váltotta fel az 504-es busz (Klaksvík-Ánir-Haraldssund-Kunoy) a korábbi kompközlekedést.

### Külső hivatkozások
- Légifotók Archiválva 2006. február 23-i dátummal a Wayback Machine-ben (Anfinn Frederiksen) (angol)